# Clodia biflavoguttata
Clodia biflavoguttata är en skalbaggsart som beskrevs av Stefan von Breuning 1959. Clodia biflavoguttata ingår i släktet Clodia och familjen långhorningar.
Artens utbredningsområde är Filippinerna. Inga underarter finns listade i Catalogue of Life.